# Classificateur
En grammaire, un classificateur (aussi appelé mot de mesure ou spécificatif) est un mot ou un morphème utilisé dans certaines langues et dans certains contextes pour indiquer la classe d'un nom. 
Ces classes sont généralement définies, entre autres, par des caractéristiques sémantiques (comme la forme de l'objet, ou encore sa composition). Les systèmes de classificateurs utilisent une vingtaine de classificateurs, voire plus. Les noms n'ont pas tous besoin de classificateurs, et chaque nom peut souvent être assorti de divers classificateurs. Les classificateurs sont toujours placés dans le même groupe nominal que le nom qu'ils qualifient ; ils ne forment jamais d'unité morphologique avec le nom et ne s'accordent jamais avec le verbe[réf. nécessaire].
Les classificateurs existent notamment en chinois, en thaï, en vietnamien, en birman (comme le karen) et, plus largement, dans les langues sino-tibétaines, ainsi qu'en japonais ou en coréen. Ils sont aussi une caractéristique typique des langues bantoues, ou encore des langues des signes.